# Trine Skei Grande
Trine Skei Grande (Overhalla, 2 de outubro de 1969) é uma política norueguesa, líder do Partido Liberal desde 2010. Foi ministra da cultura (2018-2019), e é ministra da cultura e da paridade de género desde 2019.